# Окружное шоссе (Вологда)
Окружно́е шоссе́ — улица в Вологде. Проходит от пересечения круговой развязки с Ленинградским шоссе до круговой развязки с Пошехонским шоссе.

## История

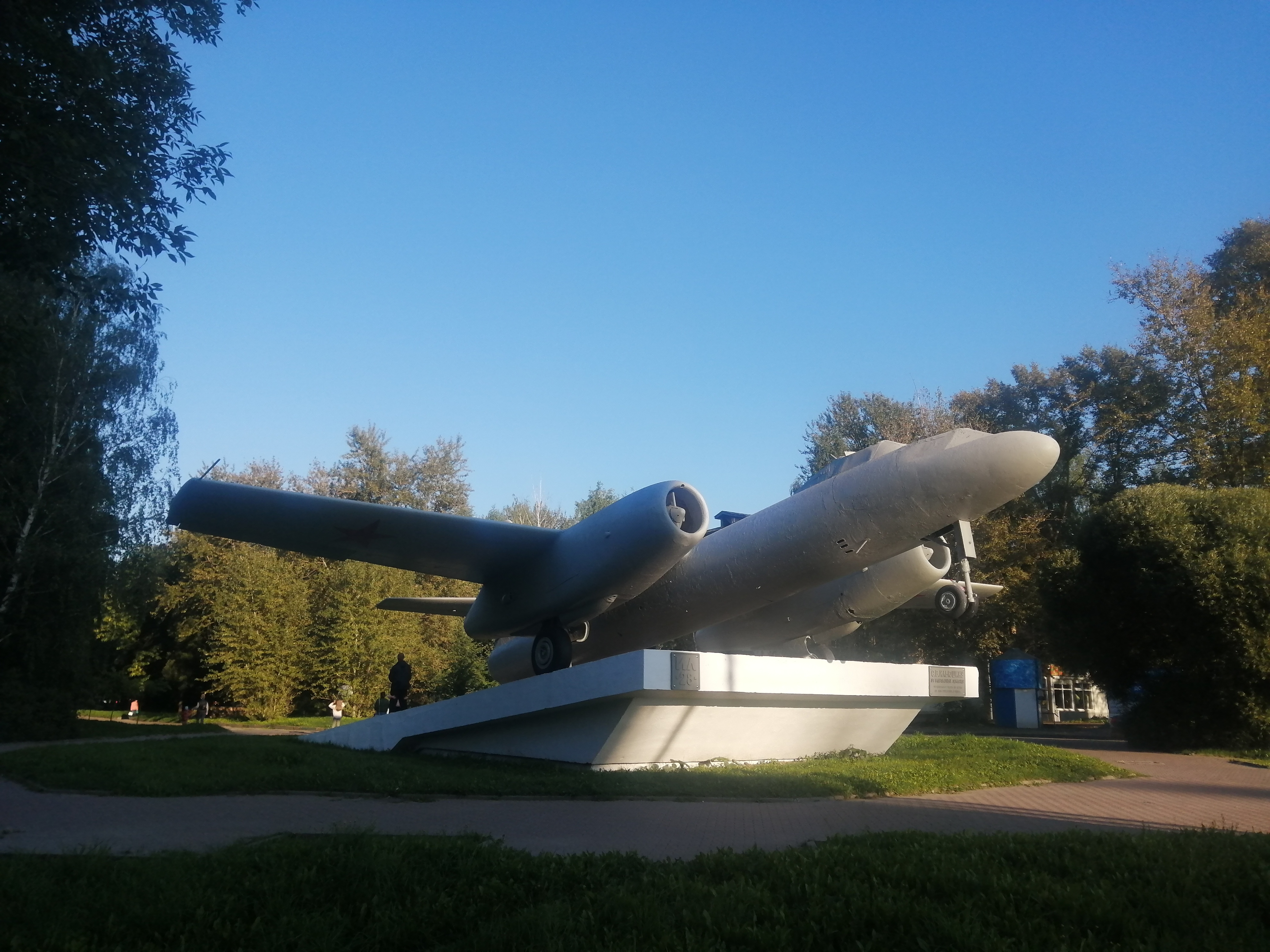
Самолёт-памятник «Ил-28» у пересечения Окружного шоссе с улицей Ильюшина

До момента массового освоения территории в районе подшипникового завода находилась деревня Зерново. Она располагалась вдоль оси шоссе на месте нынешнего «Рынка на Окружном».
4 февраля 1967 года Совет Министров СССР принял Постановление № 102 о строительстве в Вологде в районе Окружного шоссе подшипникового завода. С этого момента началась массовая застройка окружающей территории. Улица целиком сооружена в 1970-х годах в связи с застройкой близлежащих территорий жилыми домами и промышленными зданиями.
В 2012 году существовали планы организации одностороннего движения по кругу на треугольнике, образуемом Окружным шоссе и Ленинградской улицей вокруг троллейбусного депо. Впоследствии от этого проекта было решено отказаться.
К сентябрю 2012 года на пересечении Окружного шоссе с Ленинградским шоссе и улицей Панкратова была сооружена кольцевая развязка.
В 2013 году существовал проект переноса в ТЦ «Рио» на Окружном шоссе городского автобусного вокзала.

## Транспорт
По улице осуществляется движение автобусов и троллейбусов.
Троллейбусное движение было запущено 30 декабря 1976 года, когда по маршруту «ГПЗ — центр» прошёл первый троллейбус. Конечная троллейбуса находится на Окружном шоссе в районе перекрёстка с улицей Ильюшина.